# Verwaltungsassistent
Als Verwaltungsassistent wird in Österreich ein im November 1997 geschaffener Lehrberuf bezeichnet. Verwaltungsassistenten arbeiten im Bürodienst, hauptsächlich in der öffentlichen Verwaltung, aber auch in großen Unternehmen und Institutionen. Die Berufsbezeichnung war auch im Deutschen Reich bereits gebräuchlich und findet auch in Deutschland wieder Verwendung.

## Berufsbild
Verwaltungsassistenten erledigen Aufgaben der Büroorganisation, sie kümmern sich um den Einkauf, kontrollieren Lieferungen und leisten Vorarbeiten fürs betriebliche Rechnungswesen, die Buchhaltung. Im öffentlichen Dienst beschäftigten sie sich außerdem mit Verwaltungs- und Rechtsfragen aus den Bereichen Verwaltungsverfahren, Gebührenrecht, Grundsätzen der Verwaltung und Behördenaufbau, Dienstrecht und Reisegebühren. 
Ein wichtiger Teilbereich ist die direkte Kundenbetreuung bzw. der Parteienverkehr in öffentlichen Institutionen. So koordinieren sie Termine, führen den Schriftverkehr durch und betreuen die Kunden. Wichtige Arbeitgeber bzw. Ausbildungsträger sind meistens Einrichtungen des öffentlichen Dienstes bei Bund, Ländern und Gemeinden oder nahestehende Institutionen, wie Sozialversicherungen, Schulen, Universitäten. Verwaltungsabteilungen von Unternehmen können ebenfalls Verwaltungsassistenten ausbilden bzw. beschäftigen.

## Aus- und Weiterbildung
Verwaltungsassistenten absolvieren in Österreich eine dreijährige Lehre in Form einer dualen Ausbildung an Berufsschulen und bei den Ausbildungsinstitutionen (-betrieben). Der Berufsschulbesuch dauert österreichweit einheitlich drei Mal 9 1/3 Wochen. Die Ausbildung endet mit der Lehrabschlussprüfung, die sich in einen schriftlichen und mündlichen Teil gliedert. Diese Prüfung gilt auch als Abschluss für die Lehre zum Bürokaufmann. Verwandte Lehrberufe, wie Rechtskanzleiassistent, Immobilienkaufmann, oder Versicherungskaufmann und viele andere Büro- und Verwaltungsberufe können mit verkürzter Lehrzeit absolviert werden. 
Die Weiterbildungsmöglichkeiten im Bereich des öffentlichen Dienstes umfassen vor allem Angebote der internen Weiterbildung. So werden viele fachspezifische Kurse angeboten sowie auch Fortbildungen für höhere Funktionen.
Für Höherqualifizierungen an Kollegs, Fachhochschulen und Universitäten benötigt man für den Zugang meistens die Berufsmatura (Berufsreifeprüfung), die sich aus der Lehrabschlussprüfung und vier weiteren Prüfungen zusammensetzt. In Folge können akademische Abschlüsse wie Bachelor oder Master erworben werden.